# Ольдекоп, Густав Адольф
Гу́став Адо́льф О́льдекоп (эст. Gustav Adolf von Oldekop; 21 ноября (2 декабря) 1755, Хаапсалу — 26 апреля (8 мая) 1838, Дерпт) — российский эстонский священник, писатель, поэт и журналист. Иногда называется родоначальником эстонской журналистики.

## Биография
По национальности был балтийским немцем, родился в семье директора гимназии. Учился в военно-соборной школе в Таллине, с 1774 по 1780 год изучал богословие в университете Галле (поступил 12 сентября 1774 года, закончил со степенью кандидата богословия). 19 декабря 1781 года был рукоположён, с 1781 по 1820 год был пастором в Пылве, а позже стал пробстом в области Вырумаа. Женился в 1782 году, после смерти жены в 1809 году состоял в отношениях со своей экономкой, взявшей на себя заботу о его детях. В 1820 году оставил пасторское служение, чтобы жениться на ней, и переехал в Дерпт, где прожил до конца жизни.
Был сторонником распространения эстонского языка и повышения благосостояния эстландских крестьян. В 1796—1797 годах составил первый календарь на эстонском языке. В 1819 году перевёл на выруский диалект закон об освобождении ливонских крестьян; на этом же языке написал ряд стихотворений, в основном религиозно-просветительского назначения (для исполнения в школьных церковных хорах). Совместно с Иоганном Филиппом фон Ротом был одним из трёх редакторов первой еженедельной эстоноязычной газеты «Tarto maa rahwa Näddali-Leht» (с марта по декабрь 1806 года вышел 41 выпуск), поместив в ней множество песен. Затем работал в редакции газеты на эстонском языке «Kulutamisse Lehte». Помещал статьи в «Rosenplänters Beiträge zuz gen. Kenntniss d. estl. Sprache» и в «Generalbericht der Dorpatschen Abtheilung der russischen Bibel-Gesellschaft».